# Bassoles-Aulers
Bassoles-Aulers es una comuna francesa, situada en el departamento de Aisne, de la región de Alta Francia.

## Demografía
| 150 | 157 | 140 | 146 | 121 | 144 | 135 | 146 |
| Para los censos de 1962 a 1999 la población legal corresponde a la población sin duplicidades (Fuente: INSEE [Consultar]) |     |     |     |     |     |     |     |